# Renowacja monety
Renowacja monety – system przyjęty w polityce monetarnej krajów europejskich, polegający na wymienianiu przez pana menniczego monet znajdujących się w obiegu na nową emisję, zaopatrzoną w znaki pozwalających na odróżnienie starszych, wycofanych egzemplarzy. Początkowo renowację monety przeprowadzano z korzyścią dla emitenta co kilka lat, później co roku, a następnie nawet 2–3 razy do roku.
Renowacja monety była stosowana w państwie piastowskim oraz w księstwach okresu rozbicia dzielnicowego od XII do XIII w.